# دلفینیان
دلفینیان یا دلفین‌های اقیانوسی یکی از تیره‌های عضو جانوران آب‌باز هستند. این پستانداران دریایی وابسته نزدیکی به نهنگ‌ها و گرازماهی‌ها دارند. آن‌ها در سراسر زمین، و بیشتر در دریاهای کم‌عمق فلات قاره، یافت می‌شوند. همان گونه که از نامشان بر می‌آید این دلفین‌ها، بر خلاف روددلفین‌واران، بیشتر در آب‌های آزاد اقیانوس‌ها و دریاها زندگی می‌کنند؛ با اینکه بعضی از آن‌ها، از جمله دلفین نهنگی پوزه‌کوتاه، در مناطق کرانه‌ای و نزدیک به مصب رودخانه‌ها یافت می‌شوند.
شش تا از بزرگترین اعضای دلفینیان (به ترتیب نهنگ قاتل، نهنگ‌های خلبان، نهنگ کله‌خربزه‌ای، نهنگ قاتل کوتوله و نهنگ دندان‌کلفت) به دلیل جثه بزرگشان به جای آنکه دلفین نامیده شوند، با نام نهنگ خوانده می‌شوند.

## ویژگی
در میان آب‌بازان، دلفین‌سانان بیشترین گوناگونی را دارند. جثه آن‌ها از ۱٫۲ متر و ۴۰ کیلوگرم وزن (دلفین جنوب آفریقا)، تا ۹ متر طول و ۱۰ تن وزن (نهنگ قاتل) تغییر می‌کند. بیشتر آن‌ها میان ۵۰ تا ۲۰۰ کیلوگرم وزن دارند. آن‌ها به گونه معمول دارای باله‌ای پشتی انحنادار و دهانی منقارگونه در جلوی سر هستند. رنگ بدن و الگوهای رنگ‌آمیزی در آن‌ها بسیار متنوع است.
بیشتر دلفین‌ها از ماهی به عنوان منبع اصلی غذا تغذیه می‌کنند و گاه به شکار ماهی مرکب و سخت‌پوستان کوچک نیز می‌پردازند؛ با این حال بعضی انواع در شکار ماهی مرکب مهارت دارند یا در مورد نهنگ قاتل، این جانور به پستانداران دریایی نیز حمله می‌کند. با این همه، همگی این جانوران گوشت‌خوار هستند. آن‌ها به گونه معمول دارای ۱۰۰ تا ۲۰۰ دندان در دهان هستند، با این حال بعضی از انواع تعداد دندان‌های به مراتب کمتری دارند.
دلفین‌ها در دسته‌های بزرگ حرکت می‌کنند که گاه تا هزاران عضو نیز دارند. هر دسته در محدوده‌ای از چندین تا صدها کیلومتر مربع زندگی می‌کند. بعضی دسته‌ها دارای اعضایی با وابستگی نه چندان زیاد هستند که گاه به گاه گروه را ترک می‌کنند یا به آن می‌پیوندند. با این حال بعضی دیگر انواع دارای گروه‌هایی بسیار مستحکم مادرنهاد یا رهبری‌شونده توسط یک نر غالب هستند. دلفین‌ها با تولید صدا با هم ارتباط برقرار می‌کنند و نیز به تولید سوت‌های کم‌بسامد یا تپ‌های با بسامد بالای ۲۲۰-۸۰ کیلوهرتز به منظور موقعیت‌یابی صوتی می‌پردازند. دوره بارداری در این جانوران ۱۰ تا ۱۲ ماه است و ماده در هر بار تنها یک فرزند به دنیا می‌آورد.

## رده‌بندی
- زیرراسته آب‌بازان دندان‌دار
  - خانواده دلفینیان
    - سرده خربزه‌سرها
      - نهنگ کله‌خربزه‌ای، Peponocephala electra

    - سرده گرگ‌های دریا
      - نهنگ قاتل، Orcinus orca

    - سرده کشنده‌های کوچک
      - نهنگ قاتل کوتوله، Feresa attenuata

    - سرده دندان‌کلفت‌ها
      - نهنگ دندان‌کلفت، Pseudorca crassidens

    - سرده گوی‌سرها
      - نهنگ خلبان باله‌بلند، Globicephala melas
      - نهنگ خلبان باله‌کوتاه، Globicephala macrorhynchus

    - سرده کچه‌ماهی‌ها
      - دلفین معمولی درازنوک، Delphinus capensis
      - دلفین معمولی کوتاه‌نوک، Delphinus delphis

    - سرده گوی‌سرها
      - دلفین صاف شمالی، Lissodelphis borealis
      - دلفین صاف جنوبی، Lissodelphis peronii

    - سرده بطری‌بینی‌ها
      - دلفین بطری‌بینی رودی، Sotalia fluviatilis
      - دلفین گویان، Sotalia guianensis

    - سرده گوژدلفین‌ها
      - دلفین گوژپشت اقیانوس آرام، Sousa chinensis
      - دلفین گوژپشت هندی، Sousa plumbea
      - دلفین گوژپشت اطلس، Sousa teuszii

    - سرده لاغردلفین‌ها
      - دلفین خال‌دار اطلس، Stenella frontalis
      - دلفین چرخان پوزه‌کوتاه، Stenella clymene
      - دلفین خال‌دار گرمسیری، Stenella attenuata
      - دلفین چرخان، Stenella longirostris
      - دلفین نواری، Stenella coeruleoalba

    - سرده پوزه‌باریک‌ها
      - دلفین سخت‌دندان، Steno bredanensis

    - سرده پوزه‌بطری‌ها
      - دلفین پوزه‌بطری معمولی، Tursiops truncatus
      - دلفین پوزه‌بطری گرمسیری، Tursiops aduncus
      - دلفین بورونان، Tursiops australis

    - سرده سیاه‌سفیدها
      - دلفین شیلی، Cephalorhynchus eutropia
      - دلفین راسو، Cephalorhynchus commersonii
      - دلفین جنوب آفریقا، Cephalorhynchus heavisidii
      - دلفین هکتور، Cephalorhynchus hectori

    - سرده گردسرها
      - دلفین یونس، Grampus griseus

    - سرده پهلوسفیدکچه‌ماهی‌ها
      - دلفین فریزر، Lagenodelphis hosei

    - سرده پهلوسفیدها
      - دلفین پهلوسفید اطلس، Lagenorhynchus acutus
      - دلفین سربی، Lagenorhynchus obscurus
      - دلفین ساعت شنی، Lagenorhynchus cruciger
      - دلفین پهلوسفید آرام، Lagenorhynchus obliquidens
      - دلفین چانه‌سیاه، Lagenorhynchus australis
      - دلفین نوک‌سفید، Lagenorhynchus albirostris

    - سرده پخ‌باله‌ها
      - دلفین نهنگی پوزه‌کوتاه، Orcaella brevirostris
      - دلفین پخ‌باله استرالیایی، Orcaella heinsohni

## یادداشت
1. ↑  Odontoceti
2. ↑  Delphinidae